# Charles Burrell (3e baronnet)
Pour les articles homonymes, voir Burrell.
Charles Merrik Burrell, 3e baronnet (24 mai 1774 - 4 janvier 1862) est un homme politique conservateur anglais. Il représente New Shoreham pendant cinquante-six ans et devient le père de la Chambre des communes. 

## Biographie
Il est né à Golden Square, à Londres, fils de William Burrell, 2e baronnet et de son épouse Sophia Raymond. Il accède au titre de baronnet le 20 janvier 1796. En 1806, il est élu député de New Shoreham et occupe ce siège jusqu'à sa mort en 1862. 

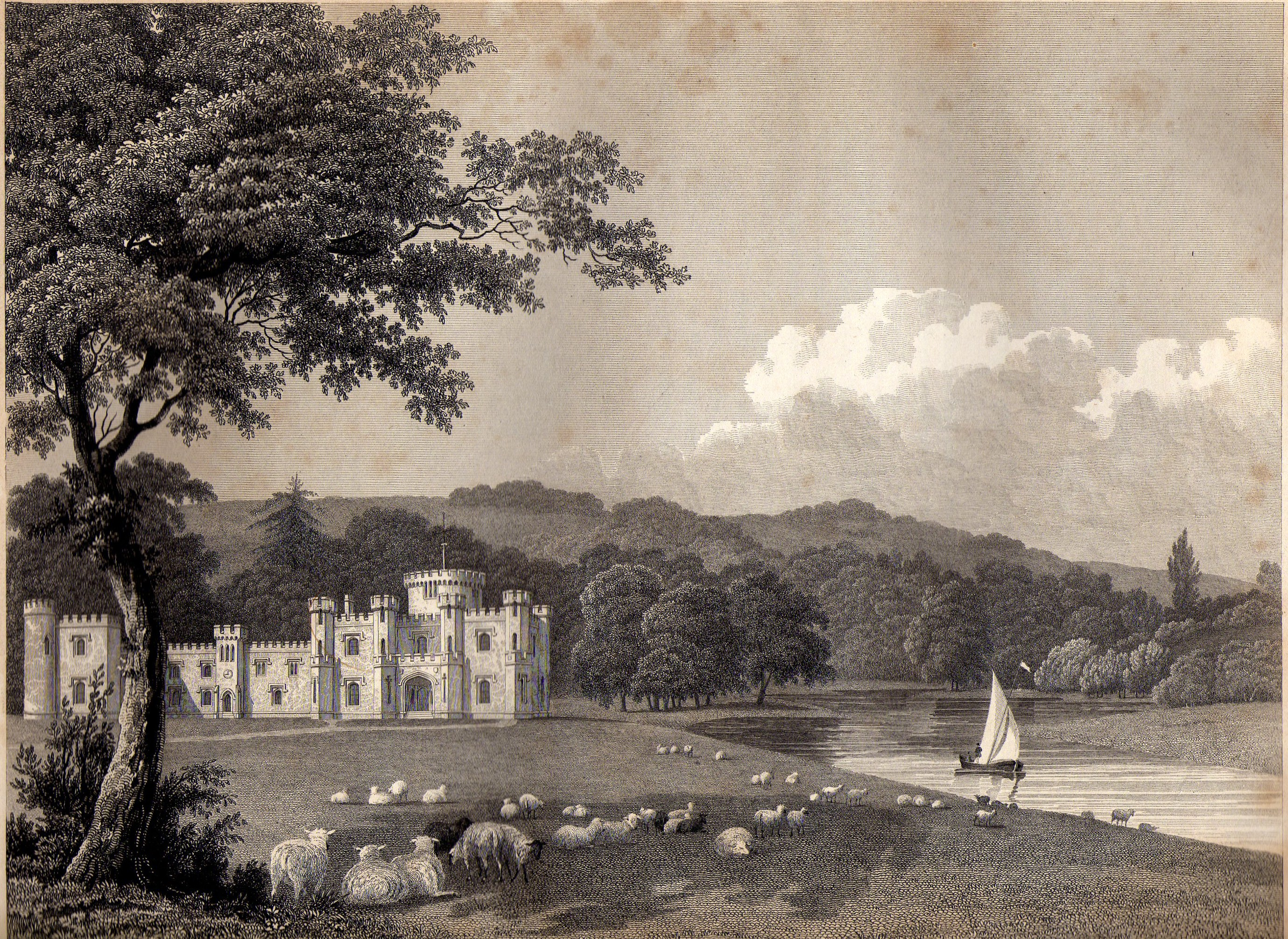
Knepp Castle House

Il construit une maison de campagne près du Château de Knepp, connu sous le même nom, près de West Grinstead et achète un domaine à Boulton. Il possède une maison à Richmond Terrace, à Londres, qui a fait l'objet d'une action en justice en 1833 dans laquelle il soutenait que, comme la maison se trouvait sur l'emplacement de l'ancien palais de Whitehall, elle n'était pas passible du faible taux de St. Margaret's., Westminster. 
Il épouse Frances Wyndham, fille illégitime de George Wyndham, 3e comte d'Egremont, et Elizabeth Ilive, le 4 juillet 1808 à l'église St. George's, Hanover Square. Leur fils aîné Charles Wyndham Burrell est décédé à l'âge de dix-sept ans, mais ses autres fils, Percy et Walter lui succèdent comme baronnets et au siège de New Shoreham. 